# Canal de Finow
Le canal de Finow (en allemand : Finowkanal) est un canal allemand et l'une des plus anciennes voies d'eau artificielles en Europe. Il est classé monument historique. 
Le canal mesure environ 50 kilomètres de long et se trouve dans l'arrondissement de Barnim, dans le land du Brandebourg. Il traverse le centre-ville d'Eberswalde. Le ruisseau Ragöse se jette dans le canal. 
Il a été construit en 1605 dans le but de relier l'Oder et la Havel. 
Après l'achèvement du canal Oder–Havel en 1914, l’intérêt économique du canal de Finow a diminué. Sa vocation actuelle est donc principalement touristique. Ainsi le chemin de halage est utilisé en tant que voie cyclable et sentier de randonnée. La Radio expérimentale d'Eberswalde se trouvait au bord du canal.